# Папуа — Новая Гвинея на летних Олимпийских играх 2004
Папуа — Новая Гвинея принимала участие в Летних Олимпийских играх 2004 года в Афинах (Греция) в седьмой раз за свою историю, но не завоевала ни одной медали. Сборную страны представляли 2 мужчины и 2 женщины, принимавшие участие в соревнованиях по лёгкой атлетике, плаванию и тяжёлой атлетике.

## Лёгкая атлетика
Спортсменов - 2
В легкой атлетике Папуа-Новая Гвинея была представлена двумя спортсменами. Оба легкоатлета выбыли в первом раунде соревнований, установив при этом национальные рекорды страны в своих дисциплинах.
Мужчины
| Спортсмен   | Вид              | Забег     | Забег | Четвертьфинал | Четвертьфинал | Полуфинал | Полуфинал | Финал     | Финал     |
| Спортсмен   | Вид              | Результат | Место | Результат     | Место         | Результат | Место     | Результат | Место     |
| ----------- | ---------------- | --------- | ----- | ------------- | ------------- | --------- | --------- | --------- | --------- |
| Моуэн Бойно | 400м с барьерами | 50,97     | 30    | Не прошел     | Не прошел     | Не прошел | Не прошел | Не прошел | Не прошел |

Женщины
| Спортсмен | Вид  | Забег     | Забег | Четвертьфинал | Четвертьфинал | Полуфинал | Полуфинал | Финал     | Финал     |
| Спортсмен | Вид  | Результат | Место | Результат     | Место         | Результат | Место     | Результат | Место     |
| --------- | ---- | --------- | ----- | ------------- | ------------- | --------- | --------- | --------- | --------- |
| Мей Койме | 100м | 12,00     | 44    | Не прошла     | Не прошла     | Не прошла | Не прошла | Не прошла | Не прошла |

## Плавание
Спортсменов - 1
В соревнованиях по плаванию от Папуа-Новой Гвинеи участвовал один пловец. В квалификации на 100 метров свободным стилем и на спине спортсмен был третьим в своих заплывах, а в 100 метров баттерфляем — вторым. Во всех трех случаях он не вышел в следующий этап по времени.
Мужчины
| Спортсмен  | Вид                | Заплыв    | Заплыв | Полуфинал | Полуфинал | Финал     | Финал     |
| Спортсмен  | Вид                | Результат | Место  | Результат | Место     | Результат | Место     |
| ---------- | ------------------ | --------- | ------ | --------- | --------- | --------- | --------- |
| Райан Пини | 100м на спине      | 55,93     | 20     | Не прошёл | Не прошёл | Не прошёл | Не прошёл |
| Райан Пини | 100м вольный стиль | 51,11     | 39     | Не прошёл | Не прошёл | Не прошёл | Не прошёл |
| Райан Пини | 100м баттерфляй    | 53,26     | 18     | Не прошёл | Не прошёл | Не прошёл | Не прошёл |

## Тяжёлая атлетика
Спортсменов - 1
В соревнованиях по тяжелой атлетике (весовая категория до 53 кг) участвовала Дика Туа, которая заняла 6 место.
Женщины
| Спортсмен | Категория | Масса | Рывок | Рывок | Рывок | Толчок | Толчок | Толчок | Всего | Место |
| Спортсмен | Категория | Масса | 1     | 2     | 3     | 1      | 2      | 3      | Всего | Место |
| --------- | --------- | ----- | ----- | ----- | ----- | ------ | ------ | ------ | ----- | ----- |
| Дика Туа  | 53 кг     | 52,58 | 70    | 75    | 80    | 92.5   | 97.5   | 102.5  | 177.5 | 6     |